# Clos i Terrasses
Clos i Terrasses, S.L. és un celler fundat l'any 1989 per la suïssa Daphne Glorian, situat a Gratallops dins la Denominació d'Origen Qualificada Priorat.
La seva producció anual és de 10.000 litres que s'elaboren en 10 hectàrees. L'any 2009 exportà el 85% de la seva producció. La seva marca és Clos Erasmus, a la que Robert Parker va atorgar dos anys seguits la qualificació màxima de 100, i Laurel.
Daphne Glorian es trasllada al Priorat l'any 1989 després de conèixer a René Barbier i Álvaro Palacios en una fira vinícola als Estats Units. D'aquesta manera s'ajuntaren al grup que havien creat feia poc Josep Lluís Pérez i Carles Pastrana. Amb els anys, cadascú va anar construint el seu propi celler. Durant deu anys els Clos Erasmus es van produir a les instal·lacions de René Barbier a Clos Mogador, fins que Daphne Glorian va adquirir un antic celler d'Álvaro Palacios.
Clos i Terrasses produeix al voltant de 3.200 ampolles de Clos Erasmus i 4.500 de Laurel. El volum d'aquest darrer va augmentant a mesura que les vinyes joves entrene en producció.
Les vinyes estan treballades segons els principis biodinàmics. Les varietats cultivades són garnatxa, cabernet sauvignon i sirà.